# ترافيس هيوز
ترافيس هيوز (بالإنجليزية: Travis Hughes)‏ هو لاعب كرة قاعدة أمريكي، ولد في 25 مايو 1978 في نيوتن في الولايات المتحدة.

## وصلات خارجية
- ترافيس هيوز على موقع دوري كرة القاعدة الرئيسي (الإنجليزية)
- ترافيس هيوز على موقع الدوري الياباني لكرة القاعدة (الإنجليزية)
- ترافيس هيوز على موقعبيزبول رفرنس.كوم (الدوري الرئيسي) (الإنجليزية)
- ترافيس هيوز على موقع إي إس بي إن.كوم (أم.أل.بي) (الإنجليزية)